# Автомагістраль A132 (Франція)
Автомагістраль A132 — це автомагістраль, що з’єднує Довіль — Трувіль-сюр-Мер (Кальвадос) із комуною Пон-л’Евек, де вона з’єднується з A13 через розв’язку Пон-л’Евек — Лізьє.
Вона обслуговує Кот-Флері.

## Особливості
- A132 є повністю безкоштовною і обслуговується SAPN.
- Шосе має 2 × 2 смуг.
- Її протяжність становить 5.5 км.